# Anne Honoré Østergaard
Anne Honoré Østergaard (født 24. januar 1981 i Aalborg) er en dansk politiker der er medlem af Folketinget for Venstre. 
Østergaard har siddet i byrådet for Aalborg Kommune siden 2014. 